# Nationalliga A (Eishockey) 1958/59
Die Saison 1958/59 war die 21. reguläre Austragung der Nationalliga A, der höchsten Schweizer Spielklasse im Eishockey. Zum ersten Mal in seiner Vereinsgeschichte wurde der SC Bern Schweizer Meister.

## Modus
Wie im Vorjahr wurde die Liga in einer gemeinsamen Hauptrunde ausgetragen. Jede der acht Mannschaften spielte in Hin- und Rückspiel gegen jeden Gruppengegner, wodurch die Gesamtanzahl der Spiele pro Mannschaft 14 betrug. Der Tabellenerste wurde Schweizer Meister, während der Tabellenletzte gegen den besten Zweitligisten in der Relegation um den Klassenerhalt antreten musste. Für einen Sieg erhielt jede Mannschaft zwei Punkte, bei einem Unentschieden einen Punkt. Bei einer Niederlage erhielt man keine Punkte.

## Hauptrunde

### Abschlusstabelle
| Pl. | Team                      | Sp. | S  | U | N  | Tore  | Pkt. |
| --- | ------------------------- | --- | -- | - | -- | ----- | ---- |
| 1.  | SC Bern                   | 14  | 11 | 1 | 2  | 92:63 | 23   |
| 2.  | HC Davos                  | 14  | 9  | 1 | 4  | 88:47 | 19   |
| 3.  | Zürcher SC                | 14  | 8  | 0 | 6  | 79:67 | 16   |
| 4.  | Young Sprinters Neuchâtel | 14  | 7  | 1 | 6  | 84:67 | 15   |
| 5.  | Lausanne HC               | 14  | 5  | 3 | 6  | 74:84 | 13   |
| 6.  | EHC Basel-Rotweiss        | 14  | 4  | 3 | 7  | 69:92 | 11   |
| 7.  | HC Ambrì-Piotta           | 14  | 4  | 1 | 9  | 52:78 | 9    |
| 8.  | EHC Arosa                 | 14  | 3  | 0 | 11 | 49:89 | 6    |

### Topscorer
| Spieler         | Team      | Tore | Assists | Punkte |
| --------------- | --------- | ---- | ------- | ------ |
| Orville Martini | Neuchâtel | 33   | 20      | 53     |
| Stu Robertson   | Davos     | 29   | 17      | 46     |
| Bruce Hamilton  | Bern      | 22   | 24      | 46     |
| Fritz Naef      | Lausanne  | 35   | 9       | 44     |
| Bob Dennison    | Lausanne  | 18   | 20      | 38     |
| Georges Beach   | Zürich    | 15   | 20      | 35     |
| Rolf Diethelm   | Bern      | 20   | 14      | 34     |
| Walter Keller   | Davos     | 23   | 10      | 33     |
| Otto Schläpfer  | Zürich    | 23   | 9       | 32     |
| Gian Bazzi      | Neuchâtel | 21   | 9       | 30     |

### Meistermannschaft des SC Bern
| Schweizer Meister SC Bern | Torhüter: Ernst Beyeler, René Kiener Verteidiger: Bruno Gerber, Beat Kuhn, Alfred Lack, Kurt Nobs Angreifer: Rolf Diethelm, Bruce Hamilton, Hermann Käser, Jürg Marti, Paul Messerli, Peter Stammbach, Peter Schmidt Cheftrainer: Ernst Wenger |

## Relegation
- EHC Arosa – HC La Chaux-de-Fonds 4:2

Der EHC Arosa traf auf den besten Zweitligisten, den Vorjahresabsteiger HC La Chaux-de-Fonds, und setzte sich gegen diesen mit 4:2 durch, wodurch der EHC Arosa den Klassenerhalt erreichte und der HC La Chaux-de-Fonds in der NLB blieb.